# Tractat de Kanagawa
El Tractat de Kanagawa (en japonès 神奈川条約 Kanagawa Jōyaku o 日米和親条約 Nichibei Washin Jōyaku), també conegut com a Convenció de Kanagawa, o Tractat de pau i amistat entre el Japó i els Estats Units es va firmar el 31 de març de 1854 al port japonès de Shimoda. Signat sota amenaça de força, aquest tractat acabava amb l'aïllament del Japó, va significar efectivament el final de la política japonesa de reclusió nacional (sakoku) amb 220 anys d’antiguitat, i permetia als EUA l'exclusivitat d'abastament armamentístic, i obrir els ports de Shimoda i Hakodate als vaixells nord-americans. També va garantir la seguretat dels nàufrags nord-americans i va establir la posició d’un cònsol americà al Japó. El tractat va precipitar la signatura de tractats similars que establien relacions diplomàtiques amb altres potències occidentals
Posteriorment, es van firmar tractats semblants en altres països. Al port de Shimoda on es va firmar actualment hi ha un monument en record del comodor Matthew Perry que és qui va fer possible que hi hagués aquest tractat.

## Aïllament del Japó
Des de principis del segle xvii, el shogunat Tokugawa va dur a terme una política d’aïllament del país de les influències externes. El comerç exterior només es mantenia amb els holandesos i els xinesos i es feia exclusivament a Nagasaki sota un estricte monopoli governamental. Aquest període "Pax Tokugawa" s'associa en gran manera amb la pau domèstica, l'estabilitat social, el desenvolupament comercial i l'alfabetització expandida. Aquesta política tenia dos objectius principals:
1. Suprimir la difusió del cristianisme. A principis del segle xvii, el catolicisme s’havia estès per tot el món. Tokugawa temia que el comerç amb les potències occidentals causés més inestabilitat a la nació. Així, la política d’aïllament va expulsar els estrangers i no va permetre els viatges internacionals.[4]
2. Els japonesos temien que el comerç exterior i la riquesa desenvolupada conduïssin a l’aparició d’un Dàimio prou poderós per enderrocar el clan Tokugawa governant, sobretot després de veure el que li va passar a la Xina durant les guerres de l’opi.[5]

A principis del segle xix, aquesta política d’aïllament estava cada vegada més compromesa. El 1844, el rei Guillem II dels Països Baixos va enviar una carta instant el Japó a posar fi a la política d’aïllament per si mateix abans que el canvi fos forçat des de l'exterior. El 1846, una expedició oficial nord-americana dirigida pel comodor James Biddle va arribar al Japó demanant que s'obrissin ports per al comerç, però va ser rebutjada.

## Expedició de Perry
El 1853, el comandant de la Marina dels Estats Units Matthew C. Perry va ser enviat amb una flota de vaixells de guerra pel president dels Estats Units, Millard Fillmore, per forçar l'obertura de ports japonesos al comerç americà, mitjançant l'ús de la diplomàcia de les canoneres si fos necessari. El creixent comerç entre Amèrica i la Xina, la presència de baleners nord-americans a les aigües de la costa japonesa i la creixent monopolització de les estacions de carbó potencials per part dels britànics i francesos a Àsia van ser factors que van contribuir. Els nord-americans també van ser conduïts pels conceptes de destí manifest i el desig d'imposar els "beneficis" de la civilització occidental i la religió cristiana al que percebien com a nacions asiàtiques endarrerides. Des de la perspectiva japonesa, l’augment dels contactes amb vaixells de guerra estrangers, i la creixent disparitat entre la tecnologia militar occidental i els exèrcits feudals japonesos van crear una preocupació creixent. Els japonesos havien estat al corrent dels esdeveniments mundials a través de la informació recollida dels comerciants holandesos a Dejima i havien estat advertits pel viatge dels holandesos de Perry. Hi va haver un considerable debat intern al Japó sobre la millor manera de fer front a aquesta potencial amenaça per a la sobirania econòmica i política del Japó a la llum dels esdeveniments ocorreguts a la Xina amb les Guerres de l'Opi.
Perry va arribar amb quatre vaixells de guerra a Uraga, a la desembocadura de la badia d'Edo, el 8 de juliol de 1853. Va rebutjar descaradament les demandes japoneses de procedir a Nagasaki, que era el port designat per a contactes estrangers. Després d'amenaçar de continuar directament cap a Edo, la capital de la nació, i cremar-la a terra si calia, se li va permetre aterrar a la propera Kurihama el 14 de juliol i lliurar la seva carta. Aquesta negativa va ser intencionada, tal com va escriure Perry al seu diari: "Per mostrar a aquests prínceps el poc que considerava la seva ordre perquè marxessin, en pujar a bord vaig ordenar immediatament a tota l'esquadra en marxa, que no sortís de la badia ... sinó que anés més amunt cap amunt ... produiria una influència decidida sobre l'orgull i l'orgull del govern, i provocaria una consideració més favorable de la carta del president ". El front de poder de Perry no va deixar de negar-se a aterrar a Uraga, va ordenar a l'esquadra que inspeccionés la badia d'Edo, cosa que va provocar un enfrontament entre oficials japonesos amb espases i nord-americans amb armes. En disparar les armes a l'aigua, Perry va demostrar la seva força militar, cosa que va afectar molt les percepcions japoneses de Perry i els Estats Units, és a dir, una percepció de la por i la falta de respecte.
Tot i els anys de debat sobre la política d’aïllament, la carta de Perry va crear una gran controvèrsia dins dels nivells més alts del shogunat Tokugawa. El mateix shōgun, Tokugawa Ieyoshi, va morir dies després de la marxa de Perry i el va succeir el seu fill malalt, Tokugawa Iesadaa. L'administració efectiva, en mans del Consell dels Ancians (rōjū) dirigit per Abe Masahiro va considerar que era impossible que Japó resistís a les exigències nord-americanes per part de la força militar i, tot i així, es va mostrar reticent a prendre mesures per compte propi per una situació tan inèdita. Intentant legitimar qualsevol decisió presa, Abe va enquestar tots els daimyo per les seves opinions. Aquesta va ser la primera vegada que el shogunat Tokugawa va permetre que la seva presa de decisions fos un tema de debat públic i va tenir la conseqüència imprevista de retratar el shogunat com a feble i indecís. Els resultats de l'enquesta tampoc van donar resposta a Abe. De les 61 respostes conegudes, 19 estaven a favor d'acceptar les demandes nord-americanes i 19 es van oposar igualment. De la resta, 14 van donar respostes vagues que expressaven preocupació per una possible guerra, 7 van suggerir fer concessions temporals i 2 van suggerir que simplement anirien junt amb tot el que es decidís.
Perry va tornar de nou l'11 de febrer de 1854, amb una força encara més gran de vuit vaixells de guerra i va deixar clar que no marxaria fins que no es signés un tractat. Perry va continuar la seva manipulació de l'entorn, com ara mantenir-se allunyat dels funcionaris de rang inferior, implicar l'ús de la força, inspeccionar el port i negar-se a reunir-se als llocs de negociació designats. Les negociacions van començar el 8 de març i es van dur a terme prop d'un mes. Cada partit va compartir una actuació quan va arribar Perry. Els nord-americans van fer una demostració de tecnologia i els japonesos van fer un espectacle de lluita contra el sumo. Mentre la nova tecnologia va impressionar el poble japonès, Perry no es va deixar impressionar pels lluitadors de sumo i va percebre un rendiment tan insensat i degradant: qualitats salvatges. La part japonesa va cedir a gairebé totes les demandes de Perry, amb l'excepció d'un acord comercial modelat després dels tractats nord-americans anteriors amb la Xina, que Perry va acordar ajornar per a un temps posterior. La principal controvèrsia es va centrar en la selecció dels ports a obrir, amb Perry rebutjant fermament Nagasaki. El tractat, escrit en anglès, holandès, xinès i japonès, es va signar el 31 de març de 1854 al que ara és Kaikō Hiroba (Port Opening Square) Yokohama, un lloc adjacent als actuals Arxius de la Història de Yokohama.

## Tractat de Pau i Amistat (1854)

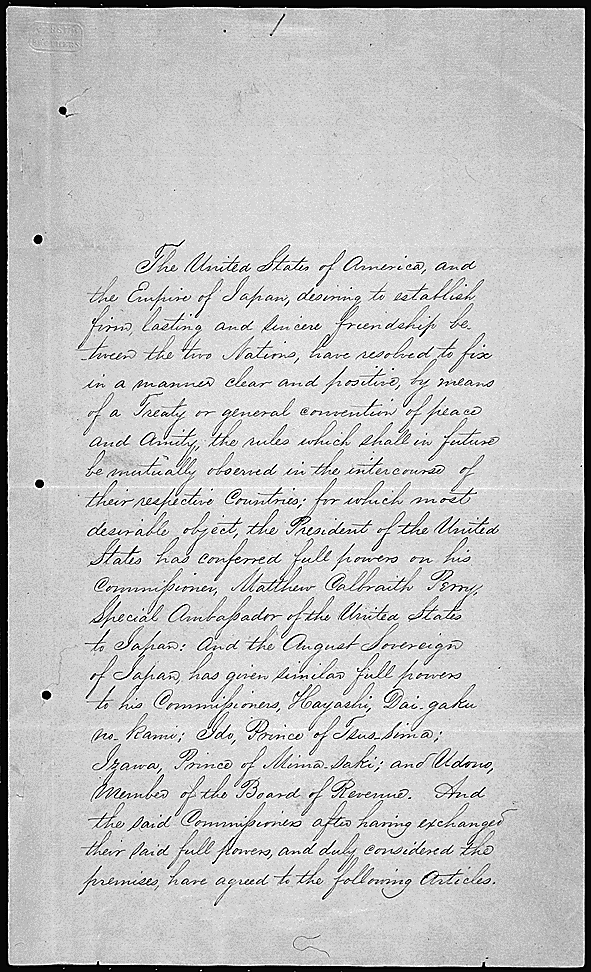
Text anglès del Tractat de Kanagawa.

El "Tractat de Pau i Amistat entre el Japó i els Estats Units" tenia dotze articles: 
| Article | Capítol |
| ------- | --- |
| § I     | Pau mútua entre els Estats Units i l'Imperi del Japó                                                                                    |
| § II    | Obertura dels ports de Shimoda & Hakodate                                                                                               |
| § III   | Assistència als mariners americans nàufrags                                                                                             |
| § IV    | Els mariners nàufrags no han de ser empresonats ni maltractats                                                                          |
| § V     | Llibertat de circulació de residents estrangers temporals als ports dels tractats (amb limitacions)                                     |
| § VI    | Es permetran transaccions comercials |
| § VII   | Canvi de divises per facilitar qualsevol transacció comercial que es permeti                                                            |
| § VIII  | Subministrament de vaixells americans com a monopoli del govern japonès                                                                 |
| § IX    | Japó podrà donar als Estats Units els avantatges favorables que el Japó pugui negociar amb qualsevol altre govern estranger en el futur |
| § X     | Prohibició als Estats Units d’utilitzar qualsevol altre port a part de Shimoda i Hakodate                                               |
| § XI    | Obertura d'un consolat americà a Shimoda                                                                                                |
| § XII   | Tractat es ratificarà dins dels 18 mesos posteriors a la signatura                                                                      |

En aquell oment, el shōgun Tokugawa Iesada era de facto el governant del Japó. No estava permès que l'Emperador del Japó interaccionés amb estrangers. Perry va concloure el tractat amb representants del shogun, liderat pel plenipotenciari Hayashi Akira (林韑) i el text va ser aprovat posteriorment, encara que a contracor, per l'Emperador Kōmei. El tractat es va ratificar el 21 de febrer de 1855.

## Conseqüències del tractat
A curt termini, els Estats Units es conformaven amb l'acord, ja que Perry havia assolit el seu objectiu principal de trencar la política japonesa de sakoku i establir les bases per a la protecció dels ciutadans nord-americans i un eventual acord comercial. D'altra banda, els japonesos es van veure obligats a entrar en aquest comerç i molts ho van veure com un signe de debilitat. El shogunat Tokugawa podria assenyalar que el tractat no va ser signat pel shogun, ni per cap dels seus rōjū, i que almenys havia evitat temporalment la possibilitat d'un enfrontament militar immediat.
Externament, el tractat va donar lloc al Tractat d'Amistat i Comerç entre els Estats Units i el Japó, conegut també com el "Tractat Harris" de 1858, que permetia establir concessions estrangeres, extraterritorialitat per a estrangers i impostos mínims a la importació de mercaderies estrangeres. Els japonesos es van molestar sota el "sistema de tractats desiguals" que va caracteritzar les relacions asiàtiques i occidentals durant aquest període. El tractat de Kanagawa també va ser seguit per acords similars amb el Regne Unit (Tractat d'amistat anglo-japonesa, octubre de 1854), Rússia (Tractat de Shimoda, 7 de febrer de 1855) i França (Tractat d'amistat i comerç entre França i Japó, 9 d'octubre, 1858).
Internament, el tractat va tenir conseqüències de gran abast. Les decisions de suspendre les restriccions anteriors a les activitats militars van provocar el rearmament de molts dominis i van afeblir encara més la posició del shogun. El debat sobre la política exterior i la indignació popular per l’apaciment percebut a les potències estrangeres van ser un catalitzador del moviment Sonnō jōi i un canvi en el poder polític des d'Edo fins a la Cort Imperial de Kyoto. L'oposició de l'emperador Kōmei als tractats va donar més suport al moviment tōbaku (enderrocar el shogunat) i, finalment, a la Restauració Meiji, que va afectar tots els àmbits de la vida japonesa. Després d'aquest període es va produir un augment del comerç exterior, l'augment de la força militar japonesa i l'augment posterior de l'avanç econòmic i tecnològic japonès. L’occidentalització en aquell moment era un mecanisme de defensa, però des de llavors el Japó ha trobat un equilibri entre la cultura popular occidental i la tradició japonesa.